# Stolzia elaidium
Stolzia elaidium là một loài thực vật có hoa trong họ Lan. Loài này được (Lindl.) Summerh. miêu tả khoa học đầu tiên năm 1964.